# Helicopsyche euchloe
Helicopsyche euchloe är en nattsländeart som beskrevs av Schmid 1993. Helicopsyche euchloe ingår i släktet Helicopsyche och familjen Helicopsychidae. Inga underarter finns listade i Catalogue of Life.